# Tätigkeitsabzeichen Militärluftfahrzeugführer (Bundeswehr)

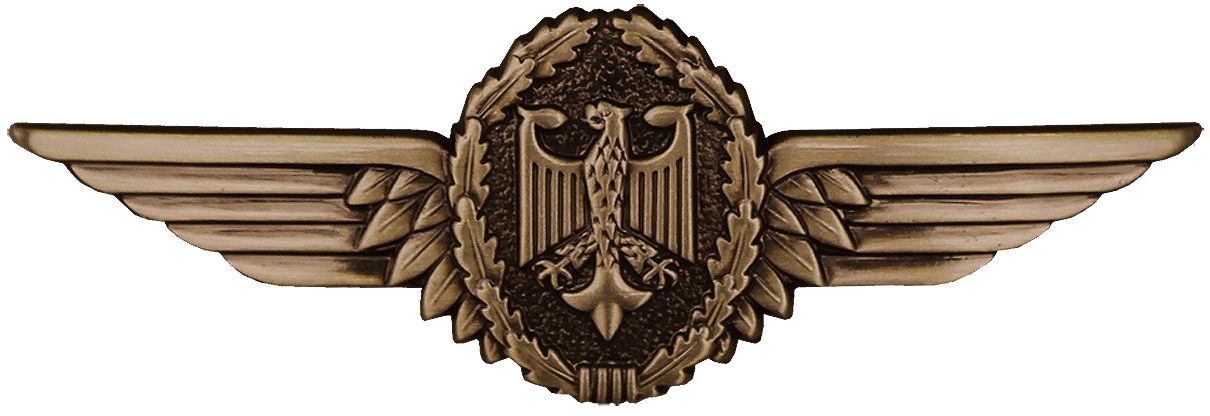
Pilotenschwinge in Bronze

Das Tätigkeitsabzeichen Militärluftfahrzeugführer der Bundeswehr, besser bekannt als Flieger- oder Pilotenschwinge und auch als Flugzeugführerabzeichen bezeichnet, ist ein von Eichenlaub umgebener Bundesadler mit einer Doppelschwinge. Es gibt die Ausführungen Bronze, Silber und Gold. Das Tätigkeitsabzeichen wird an Piloten aller drei Teilstreitkräfte verliehen.

## Verleihung und Stufen
Das Tätigkeitsabzeichen Militärluftfahrzeugführer wird in der Stufe I (Bronze/Standard Pilot) mit dem Erhalt des Militärluftfahrzeugführerscheins (MFS) verliehen.
Die Stufe II (Silber/Senior Pilot) wird nach 5 Jahren in der fachbezogenen Verwendung und beim Erreichen von 1200 Flugstunden verliehen.
Die Stufe III (Gold/Command Pilot) wird nach 10 Jahren in der fachbezogenen Verwendung und beim Erreichen von 1800 Flugstunden verliehen.

## Ausführungen

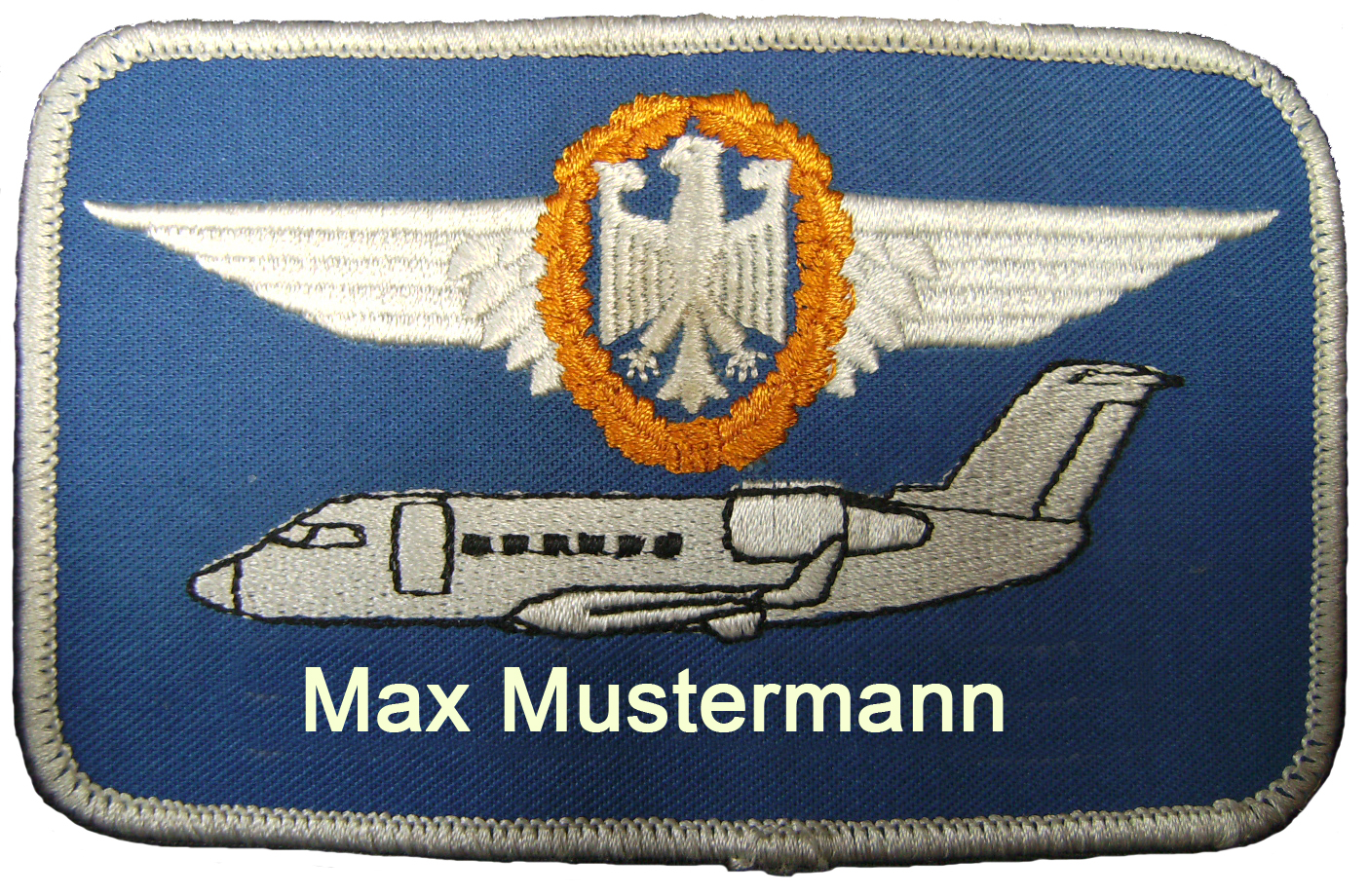
Pilotenschwinge in Bronze mit Challenger

Verliehen wird es als Metallspange, auf dem Dienstanzug ist es jedoch auch in gestickter Form zu finden, wobei in diesem Fall nur die Farbe des Eichenlaubs die Stufe angibt. Auf dem Fliegerkombi ist es meistens zusammen mit dem Flugzeug und dem Namen des Soldaten auf einem rechteckigen Klett zu finden. Die Farbe und die Umrandung des Kletts ist von Staffel zu Staffel unterschiedlich.

## Trageweise
Es können bis zu zwei Tätigkeitsabzeichen über der rechten Brusttasche des Dienstanzug, davon ein ausländisches getragen werden. Ein ausländisches Tätigkeitsabzeichen wird dabei unterhalb des deutschen getragen.